# Héliogabale
Héliogabale (o anche L'Orgie romaine) è un cortometraggio muto del 1911 diretto da Louis Feuillade.

## Trama
L'imperatore Eliogabalo vive nel lusso della sua corte, circondato da cortigiane che cercano di attirare la sua attenzione esibendo le proprie bellezze. Ma la sua crudeltà si manifesta per ogni piccola contrarietà: uno schiavetto, che gli cura i piedi, viene condannato a venir mangiato dai leoni perché gli ha inavvertitamente procurato un lieve dolore. Mentre la corte continua nei suoi baccanali, i leoni invadono la sala; nel fuggi fuggi generale, Eliogabalo viene abbandonato da tutti. Compaiono i pretoriani che, nonostante le sue preghiere, lo uccidono senza pietà e poi gli staccano la testa che viene infilata su una picca.

## Produzione
Il film fu prodotto dalla Société des Etablissements L. Gaumont.

## Distribuzione
Distribuito dalla Société des Etablissements L. Gaumont, il film uscì nelle sale cinematografiche francesi il 24 novembre 1911. La pellicola del film è stata inserita in un DVD ed è visibile su You Tube.